# Hugo Fröderberg
Hugo Filip Paulus Fröderberg, född 16 juni 1897 i Bäckaby församling, Jönköpings län, död 7 augusti 1986, var en svensk läkare.  

## Biografi
Efter folkskollärarexamen i Växjö 1918 blev Fröderberg medicine kandidat vid Uppsala universitet 1923 och medicine licentiat vid Karolinska institutet i Stockholm 1927. Han innehade läkarförordnanden vid sinnessjukhus i Vänersborg, Västervik, Göteborg, Örebro och Lund 1927–1934 samt var överläkare och sjukhuschef på Vipeholms sjukhus i Lund 1935–1963. 
Han upplät sina patienter på Vipeholmsanstalten till de kontroversiella Vipeholmsexperimenten.
Fröderberg var kursledare i psykiatri för teologie studerande i Lund 1942–1962, läkare vid vårdanstalten för blinda med komplicerat lyte i Lund 1948–1954 (styrelseledamot där 1935, vice ordförande 1959–1965). Han författade skrifter om bland annat sömnens hygien och sinnesslövård samt Kulturbilder från Fröderydsbygden (1974).